# 伏魔小旋风
《伏魔小旋风》（日語：ベムベムハンターこてんぐテン丸；假名：ベムベムハンターこてんぐテンまる），是在日本Comic BomBom上连载的かぶと虫太郎的日本漫画作品。電視動畫于1983年5月26日到10月27日在富士电视台播出全19话。

## 登場人物
テン丸
声：藤田淑子
クロ声：松島みのり
ヨーコ声：安田あきえ
天狗大王声：柴田秀勝
がんばり入道声：大竹宏
油井声：千葉繁

### 主題歌
- 片頭曲
《おいらテン丸》
作詞：冬杜花代子/作曲：小林亜星/編曲：高田弘/歌：藤田淑子

- 片尾曲
《うちの親分》
作詞：冬杜花代子/作曲：小林亜星/編曲：高田弘/歌：松島みのり、藤田淑子